# Ulrich von Lübtow
Ulrich von Lübtow (* 21. August 1900 in Demmin; † 29. April 1995 in Berlin) war ein deutscher Rechtswissenschaftler.

## Leben und Werk

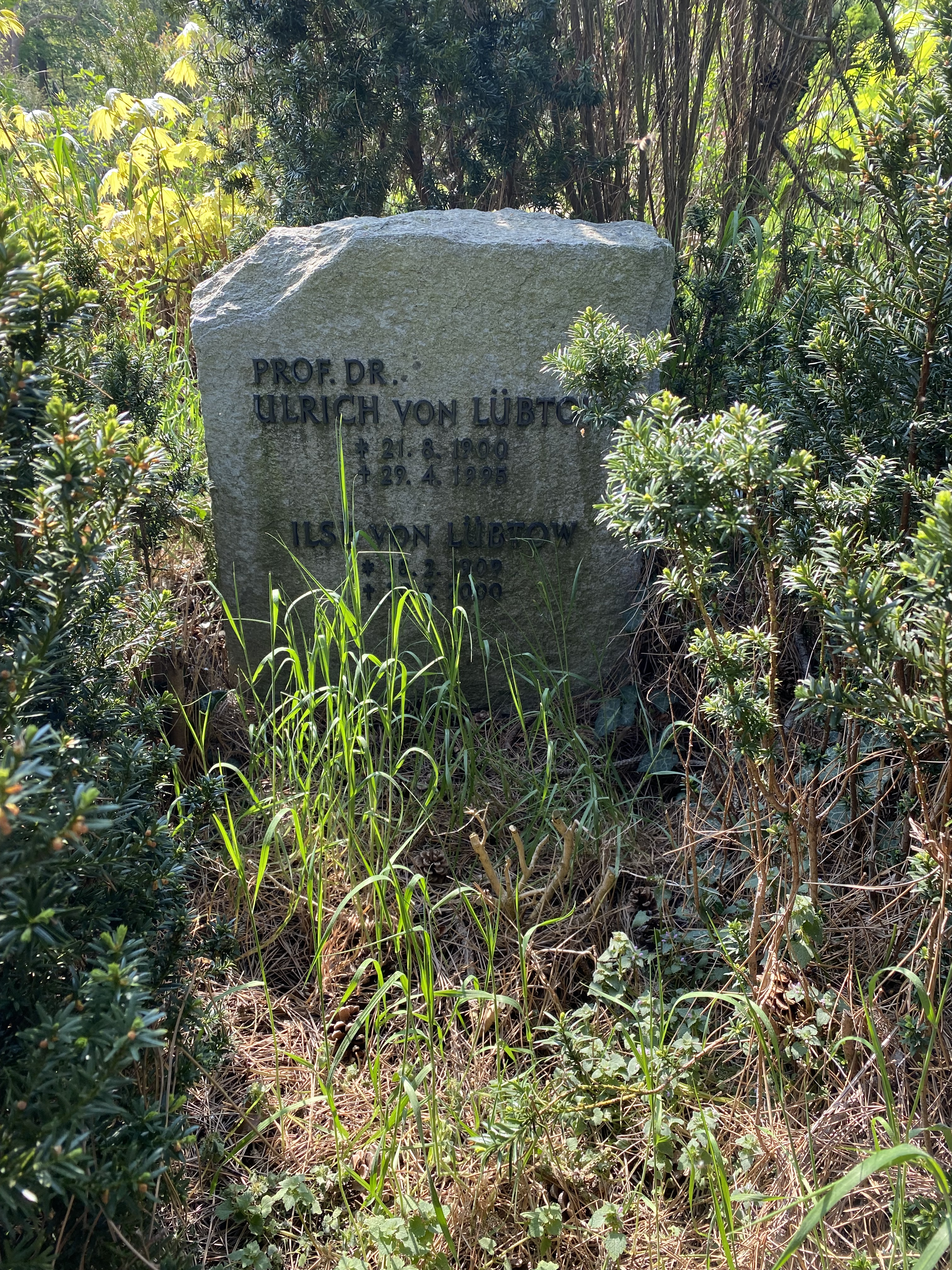
Grabstätte auf dem Friedhof Zehlendorf

Ulrich von Lübtow aus der Pommerschen Familie von Lübtow besuchte das Gymnasium zu Demmin und studierte anschließend die Rechte an den Universitäten zu Greifswald und Freiburg. In Greifswald wurde er 1922 zum Dr. iur. promoviert. Anschließend bereitete er sich auf das Assessorexamen vor, das er 1926 absolvierte, und arbeitete als Richter am Amts- und Landgericht in Zivil- und Strafsachen, in der freiwilligen Gerichtsbarkeit und im Arbeitsrecht.
Daneben verfolgte von Lübtow eine akademische Karriere, zu der ihn sein akademischer Lehrer Fritz Klingmüller ermutigte. 1932 habilitierte er sich in Greifswald. In der Zeit des Nationalsozialismus blieb er auf Distanz zum Regime und wurde als politisch verdächtig eingestuft, nachdem er an Veranstaltungen des NS-Dozentenbundes nicht teilgenommen hatte. Durch die Fürsprache der Kollegen und seine wissenschaftlichen Leistungen konnte er trotzdem die akademische Laufbahn verfolgen. Nach Lehrstuhlvertretungen in Marburg, Freiburg, Köln und Rostock wurde er 1939 als außerordentlicher Professor der Rechte an die Universität Köln berufen. Bereits 1940 wechselte er auf eine ordentliche Professur in Rostock. Kurz vor Ende des Zweiten Weltkriegs erging ein Ruf der Universität Marburg an ihn, der jedoch in der Nachkriegszeit nicht verwirklicht wurde.
Nach der Gründung der Freien Universität Berlin im Jahr 1948 wechselte von Lübtow dorthin auf einen Lehrstuhl für Römisches Recht, Bürgerliches Recht und Zivilprozessrecht. Diesen Lehrstuhl hatte er bis zu seiner Emeritierung (1968) inne. Er war mehrmals Mitglied des Senats, Dekan der juristischen Fakultät und fungierte als Disziplinar-Untersuchungsrichter an der Universität.
Ulrich von Lübtow vertrat als Rechtshistoriker eine historisch-dogmatische Methode, nach der er die Entstehung und Entwicklung historischer europäischer oder indogermanischer Rechtsformen analysierte und mit Rechtsinstituten und Denkfiguren des geltenden Rechts in Verbindung brachte. Seine Grundsätze explizierte er 1954 in der Schrift Reflexionen über Sein und Werden in der Rechtsgeschichte. Er forderte sie auch in Rezensionen von seinen Kollegen ein.
Ulrich von Lübtow starb 1995 im Alter von 94 Jahren in Berlin. Sein Grab befindet sich auf dem Friedhof Zehlendorf.

## Schriften (Auswahl)
- Der Ediktstitel „Quod metus causa gestum erit“. Greifswald 1932 (Habilitationsschrift).
- Schenkungen der Eltern an ihre minderjährigen Kinder und der Vorbehalt dinglicher Rechte. Lahr 1949.
- Beiträge zur Lehre von der Condictio nach römischem und geltendem Recht. Berlin 1952.
- Blüte und Verfall der römischen Freiheit. Betrachtungen zur Kultur- und Verfassungsgeschichte des Abendlandes. Berlin 1953.
- Reflexionen über Sein und Werden in der Rechtsgeschichte. Berlin 1954.
- Das römische Volk. Sein Staat und sein Recht. Frankfurt am Main 1955.
- Richtlinien für die Anfertigung von Übungs- und Prüfungsarbeiten im bürgerlichen Recht, Handels- und Arbeitsrecht sowie drei Lösungen praktischer Fälle. Frankfurt am Main 1962. 2. Auflage, Berlin 1986.
- Die Entwicklung von Professoren des Rechts zu Mitgliedern der Justizprüfungsämter. Berlin 1964.
- Die Entwicklung des Darlehensbegriffs im römischen und geltenden Recht. Mit Beiträgen zur Novation und Delegation. Berlin 1965.
- Autonomie oder Heteronomie der Universitäten. Frankfurt am Main 1966.
- Probleme des Erbrechts. Berlin 1967.
- Die Rechtsstellung der entpflichteten Professoren. Berlin 1967.
- Erbrecht. Eine systematische Darstellung. 2 Bände, Berlin 1971.
- Untersuchungen zur lex Aquilia de damno iniuria dato. Berlin 1971.
- Die Freiheit, dargestellt am Beispiel des Aufstiegs und Niedergangs der römischen Libertas. Bilanz und Perspektiven. Rheinfelden/Freiburg i.Br./Berlin 1988 (Neubearbeitung von Blüte und Verfall der römischen Freiheit). 2., neu bearbeitete Ausgabe, Rheinfelden/Berlin 1993.
- Die Bedeutung des römischen Rechts für unsere Rechtskultur. Rheinfelden/Freiburg i.Br./Berlin 1989.
- Gesammelte Schriften. Acht Bände, Rheinfelden/Freiburg i.Br./Berlin 1989–1990.
- Schriften zur römischen Geschichte. 5 Bände, Rheinfelden/Berlin 1993.
- Beiträge zur Geschichte des römischen Rechts. 2. Auflage. 4 Bände, Rheinfelden/Berlin 1996.
- Studien zur Rechtsgeschichte. 3 Bände, Rheinfelden/Berlin 1997.